# Periplaneta fuliginosa
La cucaracha marrón ahumada o cucaracha café ahumada (Periplaneta fuliginosa) es una especie de insecto blatodeo del género Periplaneta, ubicado en la familia de los blátidos. Es una de las cucarachas que es posible encontrar habitando en derredor o dentro de viviendas en gran parte del mundo, donde causa diversos trastornos, en especial, transmite graves enfermedades a los humanos y animales domésticos y, dado su alto potencial reproductivo, su adaptación a entornos diversos y su facilidad para esconderse en pequeños espacios de difícil acceso —lo que dificulta su detección y control— es calificada como una plaga urbana.

## Taxonomía
Descripción original
Esta especie fue descrita originalmente en el año 1839 por el entomólogo francés Jean Guillaume Audinet-Serville.

## Características
Como otras cucarachas, posee un cuerpo achatado dorsoventralmente, una cabeza hipognata, antenas filiformes multiartejadas, ojos compuestos de buen desarrollo y su aparato bucal es de tipo masticador. Las patas corredoras tienen una estructura que le permite desplazarse a gran velocidad, incluso al escalar superficies lisas. Los cercos poseen tricobotrias mecano receptoras que captan las vibraciones ambientales, detectando anticipadamente a posibles peligros.
Es una cucaracha grande de unos 3,4 a 4 cm de largo, las alas cubren el abdomen (hay ejemplares braquípteros) y los cercos son largos, mucho más que tres veces su ancho. Los adultos de Periplaneta fuliginosa son uniformemente negros o marrón oscuro-caoba, tienen las alas y el escudo dorsal o pronoto de color oscuro homogéneo, el tórax es oscuro y brillante y, ventralmente, en la placa supra-anal hay dos crestas engrosadas. Es similar a P. americana y P. brunnea pero estas últimas son de coloración general castaño rojizo, tienen el pronoto no homogéneo, amarillo y castaño-rojizo o con borde claro en el tórax, y carecen de crestas engrosadas en la faz ventral de la placa supra-anal.

## Hábitos

### Reproducción y ciclo de vida

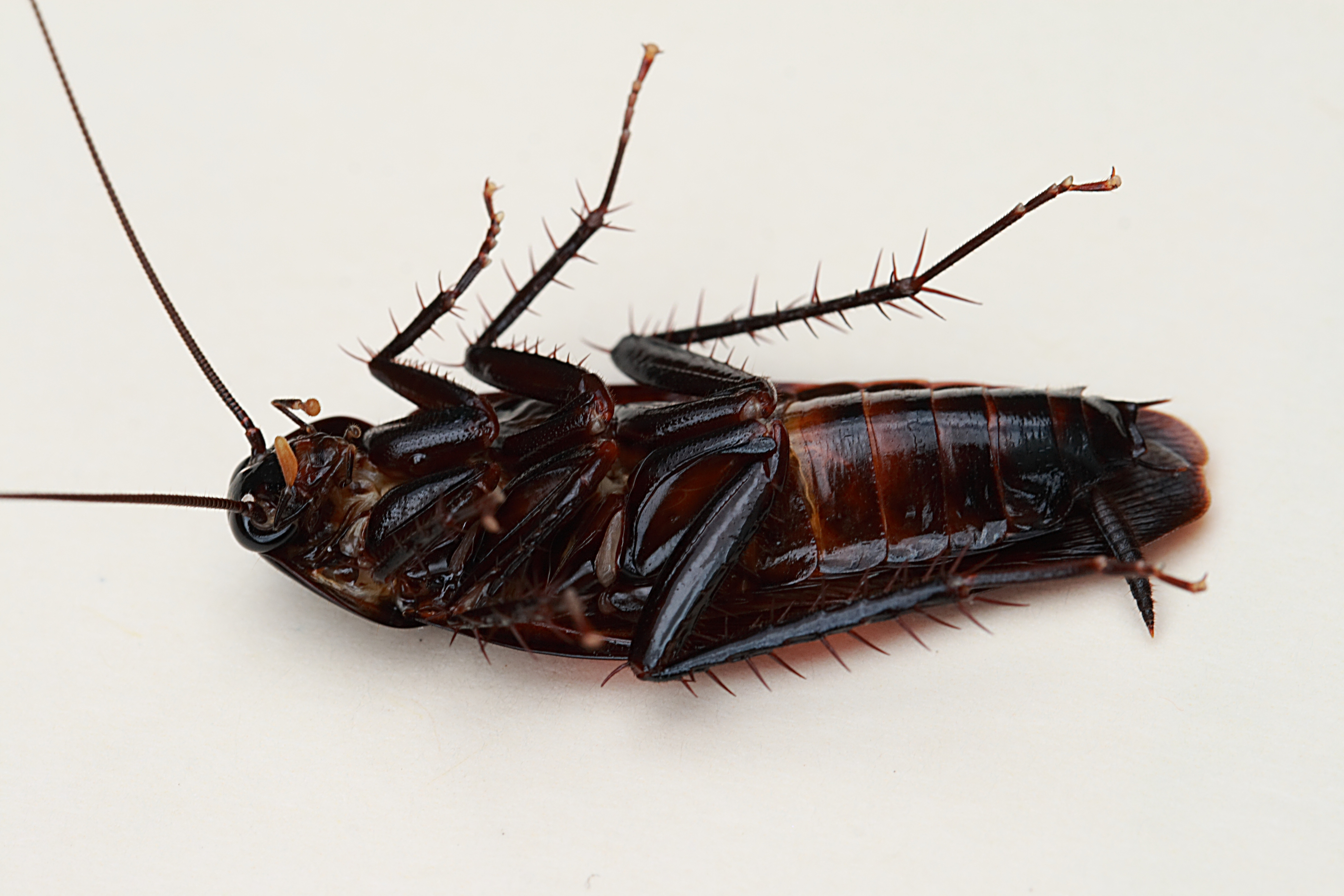
Vista ventral de un adulto.

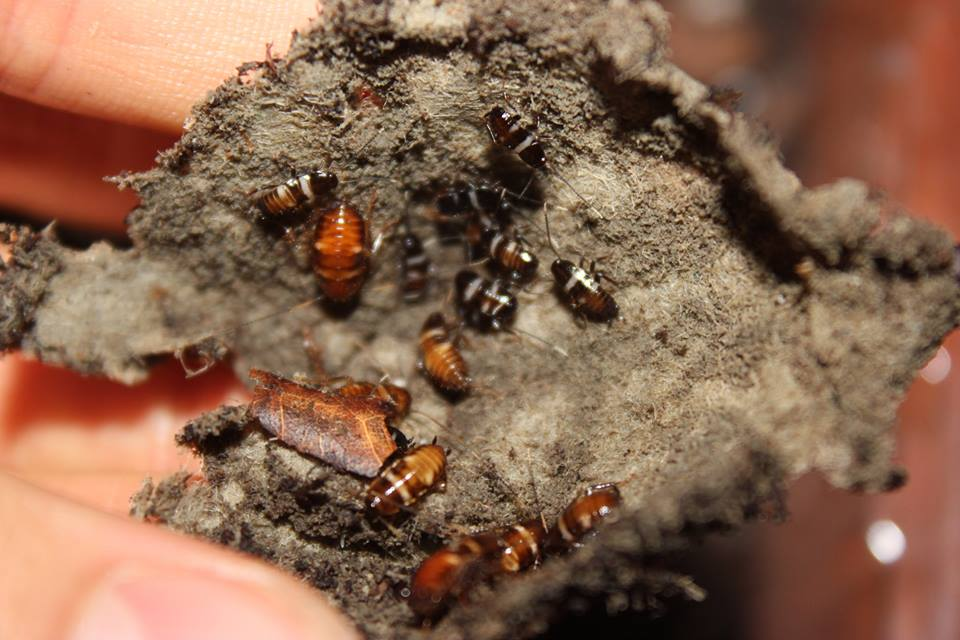
Ninfas jóvenes.

Como ocurre con otras especies de cucarachas, su ciclo de vida comprende tres etapas: huevo, ninfa (que incluye varios estadios) y adulto.
Su desarrollo demanda entre 140 y 716 días (promedio: 600 días, con 9 a 12 mudas). El promedio de tiempo de vida de un adulto es de 218 días en la hembra y 215 días en el macho. Se trata de un animal ovíparo; son dispuestos en dos filas y están contenidos dentro de un estuche con forma de cápsula que se denomina ooteca, la cual es de color café oscuro a negro y exhibe su región superior aquillada. Tiene ovicámaras bien marcadas solo por indentaciones próximas a la quilla, que no se extienden a través de la ooteca; la quilla es generalmente alta, con túbulos respiratorios oblicuos bien notorios; con altura de 5 mm como mínimo; el número de dentículos en la quilla va de 20 a 26. Cada hembra ovipone 10 ootecas, cuya longitud ronda los 10 mm; hay en promedio 20 huevos por ooteca. Es depositada o firmemente pegada en la superficie de áreas protegidas. La incubación demanda entre 24 y 70 días (promedio 45 días). Al concluir se abre y quedan liberados los juveniles, los que son similares a los adultos, pero aún carecen de alas.

### Costumbres
En todas las etapas de su vida tiene la facultad de convivir sin problemas con los de su especie (gracias a que segrega una hormona de agregación), aunque técnicamente es un insecto solitario. Es un insecto de requerimientos megatérmicos, ya que prefiere ambientes tropicales y subtropicales, con temperaturas de entre 21 y 33 °C y alta humedad. En climas fríos solo sobrevive manteniéndose siempre dentro de construcciones humanas (casas, edificios, galpones, invernaderos, etc.).Es una gran voladora. Posee hábitos netamente nocturnos, ya que huye ante la presencia de luz. Al anochecer, sale a caminar en búsqueda de alimento; con las primeras luces del día, se oculta en sus refugios; si se encuentra dentro de viviendas, estas suelen ser cálidas, húmedas y con pobre ventilación, como huecos dentro de paredes o de bloques, áticos, etc. Sin embargo, cuando el clima lo permite, prefiere ser peridomiciliaria, viviendo en parques y jardines arbolados y oscuros, refugiándose en agujeros de árboles, en composteras, entre leña, rocas, bajo troncos, etc., entrando a las viviendas para buscar alimento y, en especial, en épocas de bajas temperaturas, ya que el frío le es letal. Tiende a perder más humedad que otras cucarachas, por lo que es más exigente en humedad, ya que debe beber cada 2 a 3 días para no deshidratarse.

### Hábitos alimenticios
Posee una dieta omnívora muy amplia, alimentándose de detritus, excrementos, cadáveres de cualquier animal (incluidos los de su propia especie), materiales que contengan almidón y cualquier tipo de producto comestible para los humanos —incluso en descomposición—, objetos a los que contamina mientras los consume ya que, por intervalos, regurgita porciones parcialmente digeridas y al mismo tiempo que defeca, arrojando también secreciones por su boca y por aberturas glandulares que posee su cuerpo, impregnando así con su típico y persistente olor a los alimentos y objetos que toca.

## Distribución e importancia sanitaria
Si bien su origen geográfico es incierto, gracias a la diseminación antrópica al transportar de un lugar a otro, muebles, aparatos domésticos, cajas y otros objetos, esta cucaracha se ha vuelto muy común en áreas urbanas de zonas templado-cálidas y cálidas de todo el mundo, siendo abundante desde Japón hasta Australia y desde los estados del sudeste de Estados Unidos hasta Argentina.
Este insecto representa una amenaza para la salud humana. Luego de caminar donde se deposita basura, cámaras sépticas, letrinas o pozos ciegos, pasa a hacerlo sobre alimentos expuestos o que logra alcanzar, siendo un reservorio y vector de bacterias, hongos, helmintos, protozoarios y virus, acarreando gérmenes patógenos transmisibles al hombre y a los animales domésticos, que se mantienen viables —por varios días o semanas— sobre la superficie de su cuerpo, en el tubo digestivo o en sus heces, y que terminan siendo depositados en la comida y en los diversos utensilios de cocina sobre los que transita. Entre las enfermedades más comunes que produce están las de tipo digestivo, como diversas formas de gastroenteritis. Sus excrementos y mudas contienen numerosos alérgenos que inciden sobre nuestros ojos y piel, produciendo además síndromes de asma infantil.